# Le Marin
Le Marin é uma comuna francesa no departamento ultramarino da Martinica. Estende-se por uma área de 31.54 km², e possui 8.771 habitantes, segundo o censo de 2018, com uma densidade de 280 hab/km².